# رمانتیک تاریخی

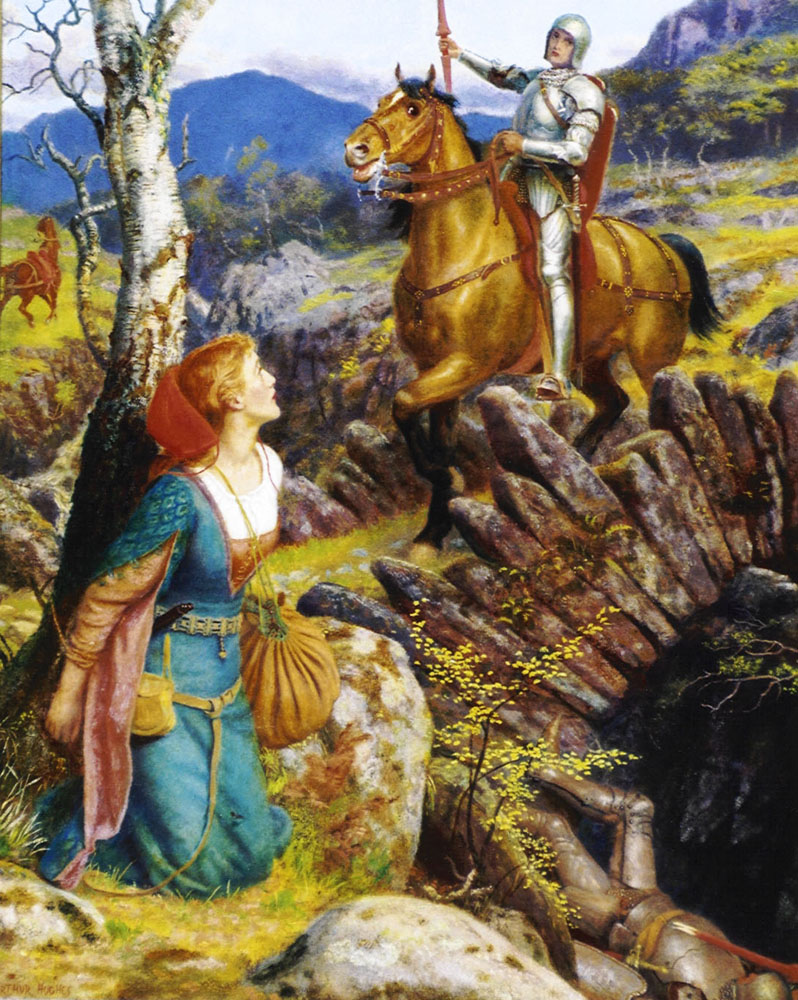
آرتور هیوز - سرنگونی شوالیه زنگ زده

رمانتیک تاریخی (انگلیسی: Historical romance) دسته وسیعی از داستان‌ها است که بر روابط عاشقانه در دوره‌های تاریخی تمرکز دارد. والتر اسکات در اوایل قرن نوزدهم به محبوبیت آن کمک کرد.

## جستارهای‌وابسته
- فهرست ژانرهای نویسندگی